# Палош (Брашов)
Палош (рум. Paloș) насеље је у Румунији у округу Брашов у општини Каца. Oпштина се налази на надморској висини од 488 m.

## Становништво
Према подацима из 2002. године у насељу је живело 296 становника.

### Попис2002.
| Расподела становништва по националности 2002.‍ | Расподела становништва по националности 2002.‍ | Расподела становништва по националности 2002.‍ | Расподела становништва по националности 2002.‍ | Расподела становништва по националности 2002.‍ |
| --------------------------------------------- | --------------------------------------------- | --------------------------------------------- | --------------------------------------------- | --------------------------------------------- |
|                                               |                                               |                                               |                                               |                                               |
| Румуни                                        | Румуни                                        |                                               | 238                                           | 80,7%                                         |
| Мађари                                        | Мађари                                        |                                               | 8                                             | 2,7%                                          |
| Роми                                          | Роми                                          |                                               | 49                                            | 16,6%                                         |